# Overprotected
"Overprotected" är en singel från Britney Spears tredje album, Britney. Låten är ännu ett samarbete med svenskarna Max Martin och Rami. I januari 2002 blev låten etta på Trackslistan.

## Musikvideor

### Originalversion
Musikvideon till "Overprotected" regisserades av Billie Woodruff , filmad i slutet av september 2001. och producerades under Geneva Films, medan den var koreograferad av Brian Friedman. I en intervju med Harper's Bazaar 2011 återkallade Spears musikvideon och sa: "Jag tycker bara att den säger mycket. Den var så bra regisserad, den var verkligen färgstark och dansen var fantastisk". Det börjar med att Spears kör bort från paparazzin, med en del av den instrumentala versionen av låten "Bombastic Love", med på album Britney, spelas. Hon tar sig in i en gränd och bestämmer sig för att gå in i en övergiven fabrik i hopp om att hennes förföljare ska kastas ur kurs. När hon kommer in i byggnaden börjar hon dansa sig runt lagret. Spears dansare, efter att ha sett henne gå in i fabriken, följer henne in. De hittar Spears som dansar runt och skämtar om det innan de går in i en tung dansrutin. Mot slutet av videon visas också segment av Spears i ett rum med väggar täckta av bilder och artiklar om henne själv. Dessa väggar rör sig in och ut innan videon slutar, vilket betyder att hon är "överskyddad". I slutet av videon går Britney till en vägg och lämnar byggnaden. Musikvideon var MTV Mexicos nummer ett i den sista nedräkningen 2002 "Los 100 más pedidos".[källa behövs]

### The Darkchild Remix

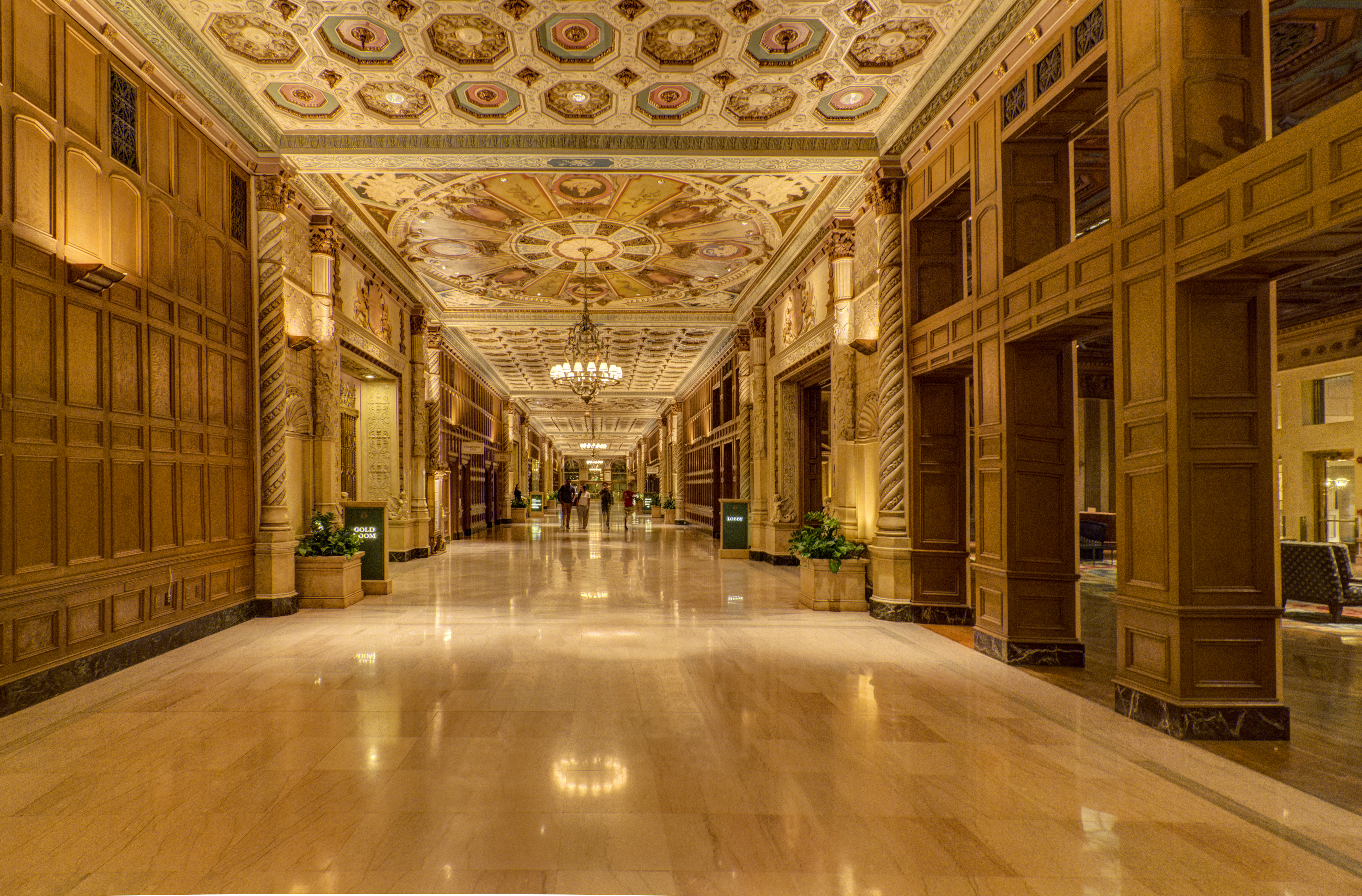
En av korridorerna på Biltmore Hotel, som var med i musikvideon

Musikvideon till "The Darkchild Remix" regisserades av Chris Applebaum och filmades första helgen i mars 2002 i Los Angeles, Kalifornien. Den producerades under A Band Apart Productions, medan koreografin för denna version skapades också av Brian Friedman. Hela inspelningen tog 23 timmar, och Applebaum sades vara imponerad av Spears "uthållighet och tålamod genom maratonskjutningen, som avslutades klockan 05.00." Enligt Joe D'Angelo från MTV News, "främjar klippet hennes "I'm Not a Girl, Not Yet a Woman"-korståg för att undvika hennes tonårsbild , när hon och fem vänner överlista hennes livvakt med det gamla "du är efterlyst någon annanstans"-tricket och smyger ut från ett hotell och in i en underjordisk dansklubb." Den släpptes den 26 mars 2002.  
Spears refererade direkt till Janet Jacksons "Son of a Gun (I Betcha Think This Song Is About You)" i scenerna i hissen och när hon och hennes dansare går ner i hotellets lobby. Båda videorna använder också samma hotellmiljö, filmade på Los Angeles Millennium Biltmore Hotel.
Videon öppnar med Spears och hennes vänner på ett hotellrum, där en tabloidreporter på tv kritiserar henne för de sexiga, avslöjande kläder hon ofta ses bära offentligt. Spears och hennes vänner uttrycker sin oenighet med Rapportera. Spears, fast besluten att vara självförsörjande och opåverkad av mediakommentarer, ringer sedan ett telefonsamtal till sin livvakt och använder en trasa för att dölja ljudet av hennes röst och lockar honom att lämna området så att hennes grupp kan smyga ut från hotellet och njuta av dagen. De springer in i en hiss och busar kort med säkerhetskamerorna innan de går upp till huvudlobbyn. En sträcka nerför lobbyn på hotellet och en kort danssekvens följer. När de lämnar hotellet följer de efter mot dansklubben. Men innan de anländer fångas de i en gränd av flera paparazzi, och börjar utföra en dansrutin mitt i regnet. När de gör entré är de droppvåta, en bild som skapar mer sensationellt foder för tabloidreportern.